# Everything You Want
Everything You Want (englisch für „Alles was du willst“) ist ein Lied der US-amerikanischen Rockband Vertical Horizon, das im Juni 1999 erschien.

## Entstehung und Veröffentlichung
Geschrieben wurde das Lied von Vertical-Horizon-Frontmann Matthew Scannell. Für die Produktion zeichneten Mark Endert und Ben Grosse verantwortlich.
Die Erstveröffentlichung von Everything You Want erfolgte am 15. Juni 1999 bei RCA Records, als Teil des gleichnamigen dritten Studioalbums der Band (Katalognummer: 67818-2). Am 19. Oktober 1999 erschien das Lied zunächst als Airplay, ehe es am 27. Juni 2000 als Singleauskopplung aus dem Album erschien.

## Inhalt
Im Jahr 2009 gab Scannell an, er habe "immer noch Freude" beim Singen von Everything You Want, weil er wusste, dass "es auf einer wahren Begebenheit beruhe". Das Lied handelt von unerwiderter Liebe:

“I was in love with this girl, and she was just a broken person. She kept turning to everyone except me for love and acceptance, and I wanted so much to help her. I wanted to be the one to give her everything she wanted, but I couldn’t. She just couldn’t accept it from me, and it was that pain, that led me to creating the song.”

„Ich war in dieses Mädchen verliebt, und sie war einfach eine gebrochene Person. Sie wandte sich immer wieder an alle, außer an mich, um Liebe und Akzeptanz zu erhalten, und ich wollte ihr so sehr helfen. Ich wollte derjenige sein, der ihr alles gibt, was sie will, aber ich konnte es nicht. Sie konnte es einfach nicht von mir akzeptieren, und es war dieser Schmerz, der mich dazu brachte, den Song zu schreiben.“

Scannell erklärte später in einem Interview aus dem Jahr 2024 die Bedeutung des Liedes und erklärte, dass es auch darum gehe, in einer Freundschaftszone festzustecken:

‘Everything You Want’ is really about a woman. We were young and trying to figure out what love meant. And she was continually looking at what I thought and continued to think were the wrong people. She would come and sort of cry on my shoulder when they inevitably treated her poorly. And the whole time, I was pining for her. I just loved her. I wanted to be there for her, to be with her, to be more than a friend for her, and it just wasn’t in the cards. I could see it in her eyes every time we would talk. I was very much in the friend zone with her. So the only way that I could talk about it was by writing a song about it. I actually believe that she doesn’t know that that song was written about her. I’m perfectly happy with that.

„In ‚Everything You Want‘ geht es wirklich um eine Frau. Wir waren jung und versuchten herauszufinden, was Liebe bedeutet. Und sie schaute sich ständig an, was ich dachte und immer noch für die falschen Leute hielt. Sie kam und weinte an meiner Schulter, wenn sie unweigerlich schlecht behandelt wurden. Und die ganze Zeit sehnte ich mich nach ihr. Ich liebte sie einfach. Ich wollte für sie da sein, mit ihr zusammen sein, mehr als nur ein Freund für sie sein, und das war einfach nicht in den Karten. Ich konnte es jedes Mal in ihren Augen sehen, wenn wir miteinander sprachen. Ich war sehr in der Freundschaftszone mit ihr. Der einzige Weg, wie ich darüber sprechen konnte, war, einen Song darüber zu schreiben. Ich glaube tatsächlich, dass sie nicht weiß, dass dieses Lied über sie geschrieben wurde. Damit bin ich vollkommen zufrieden.“

## Musikvideo
Das Musikvideo entstand unter der Regie von Clark Eddy und wurde in Los Angeles gedreht. Im gesamten Video zeigt ein Split Screen zwei Versionen von Scannell, die sich in Spiegelumgebungen unterschiedlich verhalten. Der Text flimmert über die Leinwand, während die Band das Lied in einem hellen, beleuchteten Raum mit schwarzen, vertikalen Nadelstreifen spielt. Paare werden gezeigt, wie sie sich streiten, wobei verschiedene Botschaften auf dem Bildschirm erscheinen, wie z. B. „Alle sechs Sekunden denkst du an Sex“ und „Jede Geschichte hat zwei Seiten“. Schließlich verschwimmt die Ansicht mit der Meldung „Alles, was Sie wollen, ist nicht alles, was Sie brauchen“, als das Video zu Ende geht.

## Rezeption
Im Januar 2000 wurde das Musikvideo von VH1 zum „Inside Track des Monats“ gewählt.

## Chartplatzierungen
| ChartsChartplatzierungen       | Höchstplatzierung | Wochen |
| ------------------------------ | ----------------- | ------ |
| Vereinigte Staaten (Billboard) | 1 (41 Wo.)        | 41     |
| Vereinigtes Königreich (OCC)   | 42 (3 Wo.)        | 3      |

| ChartsJahrescharts (2000)      | Platzierung |
| ------------------------------ | ----------- |
| Vereinigte Staaten (Billboard) | 5           |

## Coverversionen
- 2008: Richard Marx feat. Matt Scannell (Album:  Duo)[14]